# Cal Bernat (Hostafrancs)
Cal Bernat és un edifici del poble Hostafrancs, al municipi dels Plans de Sió (Segarra) inclosa a l'Inventari del Patrimoni Arquitectònic de Catalunya.

## Descripció
Casa situada al nucli antic del nucli. Presenta planta baixa i dues plantes superiors realitzada amb carreus força regulars. La planta baixa, destinada originàriament a usos agrícoles, presenta una porta d'entrada formada per un arc de mig punt adovellat, on destaca la dovella principal que presenta un alt relleu on apareix un escut amb les inicials de Jesucrist i nou pans rodons molt petits a la part inferior, símbol de benedicció. A l'interior de l'habitatge, a la planta baixa, trobem una estructura formada per arcs de pedra de mig punt adovellats, recolzats sobre un mur de pedra realitzat també amb carreus de dimensions més petits.